# L'uomo della mia vita (romanzo)
L'uomo della mia vita è un'indagine dell'investigatore privato Pepe Carvalho, celebre personaggio creato dalla penna di Manuel Vázquez Montalbán. Nazionalismi, omicidi, spie e servizi segreti, fax anonimi e passioni amorose... ISBN 978-88-07-81705-2